# Adolf Brodführer
August Heinrich Adolph Brodführer (* 14. April 1845 in Heldburg, Thüringen; † 22. Juni 1907 in Meiningen) war ein deutscher Sanitätsoffizier, zuletzt Generalarzt.

## Leben
Adolf Brodführer war Sohn des Superintendenten und Oberpfarrers Johann Heinrich August Brodführer (1810–1881). Er ging ab 1858 auf das Gymnasium Georgianum (Hildburghausen), das sein älterer Bruder Max und ab 1860 auch sein jüngerer Bruder besuchten. Ihr Vater unterrichtete dort.
Ab dem 22. April 1866 war Adolf Brodführer am Medicinisch-chirurgischen Friedrich-Wilhelms-Institut in Berlin. 1866 wurde er Mitglied des Pépinière-Corps Franconia. Er schied am 15. Februar 1870 aus dem Friedrich-Wilhelms-Institut aus und wurde am 30. Juli 1870 mit Felix Marchand zum Dr. med. promoviert. Er trat in die Preußische Armee ein und wurde am 3. Oktober 1871 (nach dem Deutsch-Französischen Krieg und der Deutschen Reichsgründung) zum Assistenzarzt 2. Klasse befördert. Ab Anfang Februar 1873 diente er beim 4. Badischen Infanterie-Regiment „Prinz Wilhelm“ Nr. 112. Ende August desselben Jahres wechselte er zum Garde-Kürassier-Regiment. Seit dem 31. Mai 1875 Assistenzarzt 1. Klasse, wurde er ab 1. März 1879 zur Verfügung des Preußischen Kriegsministeriums gesetzt. Bis zum 6. Oktober 1881 kam er auf eine Stabsarzt-Stelle am Friedrich-Wilhelm-Institut. Hier wurde er 1880 Stabsarzt. Vom 1. Oktober 1880 bis zum 1. April 1881 war er beurlaubt für eine wissenschaftliche Reise nach Frankreich, der Schweiz, Italien und Österreich. 1881 kam er als Bataillonsarzt zum Infanterie-Regiment 83. 1890 zum Oberstabsarzt befördert, war er Regimentsarzt beim Füsilier-Regiment „von Gersdorff“ (Kurhessisches) Nr. 80. Ende 1897 kam er vom Füsilier-Regiment 80 als Divisionsarzt zur 29. Division und wurde später als Divisionsarzt der 2. Garde-Infanterie-Division Generaloberarzt. Am 18. August 1900 erfolgte mit Beförderung zum Generalarzt der Einsatz als Korpsarzt des IV. Armee-Korps. 1906 wurde er, bereits erkrankt, Inspekteur der 1. Sanitäts-Inspektion in Posen. Er schied am 22. März 1907 aus dem aktiven Dienst aus und starb wenig später mit 62 Jahren.
Verheiratet war er seit dem 24. November 1884.

## Auszeichnungen (Auswahl)
- Orden vom Zähringer Löwen, Ritterkreuz 2. Klasse
- Roter Adlerorden 4. Klasse (1892)
- Hausorden Albrechts des Bären, Komturkreuz 1. Klasse[18]